# Érase una vez... (franquicia de televisión)
Érase una vez... (en francés: Il était une fois...) es un conjunto de series de animación francesas de 26 episodios cada una, con una duración de unos 25 minutos.
Fue creada por Albert Barillé en los estudios Procidis y difundida por Canal+ y France 3. Su contenido es educativo y didáctico, abarcando temas como el cuerpo humano, la historia de Europa o el espacio.

## Colección
- Érase una vez... el hombre (1978)
- Érase una vez... el espacio (1982)
- Érase una vez... la vida (1987)
- Érase una vez... las Américas (1991)
- Érase una vez... los inventores (1994)
- Érase una vez... los exploradores (1996)
- Érase una vez... la ciencia (2000) (Unión de dos series anteriores: Érase una vez... los inventores y Érase una vez... el espacio)
- Érase una vez... la música (2007, una colección de 13 libros, de producción española y sólo distribuidos en España)[1]
- Erase una vez... nuestra Tierra (2008)

## Personajes
- Maestro (Roger Carel). Es el sabio de la franquicia conocedor de todos los campos de ciencia y cultura. En Érase una vez... la vida es el coordinador del cerebro o de otros órganos del cuerpo, tiene su versión de glóbulo rojo y fuera del organismo (en esta entrega) cumple con el papel de médico.
- Pedro (Roger Carel).
- Pedrito.
- Kyra.
- Metro (el Jefe de Anticuerpos de Érase una vez... la vida, llamado Copito en Érase una vez... el espacio).
- Gordo (Teniente de la Policía Polinuclear en Érase una vez... la vida) y Gordito (Yves Barsacq).
- Flor (Pierrette, Annie Balestra).
- Tiñoso (Claude Bertrand) . (El jefe de las bacterias de Érase una vez... la vida)
- Enclenque (Nabot, Canijo en España). (El jefe de los virus de Érase una vez... la vida)
- El Reloj.
- Hemo y Globina (glóbulos rojos en Érase una vez... la vida).